# Ouilly-du-Houley
Ouilly-du-Houley – miejscowość i gmina we Francji, w regionie Normandia, w departamencie Calvados.
Według danych na rok 1990 gminę zamieszkiwały 183 osoby, a gęstość zaludnienia wynosiła 21 osób/km² (wśród 1815 gmin Dolnej Normandii Ouilly-du-Houley plasuje się na 703. miejscu pod względem liczby ludności, natomiast pod względem powierzchni na miejscu 594.).